# Β-连环蛋白
β-连环蛋白（β-catenin），也叫连环蛋白β-1（Catenin beta-1），是一种双重功能蛋白质，参与细胞-细胞黏附和基因转录的调节和协调。在人类中，β-连环蛋白由CTNNB1基因编码。在果蝇中，同源蛋白称为犰狳（armadillo）。β-连环蛋白是钙黏素蛋白复合物的一个亚基，在Wnt信号通路中充当细胞内信号转导子。它是连环蛋白家族的成员，与γ-连环蛋白（也称为斑珠蛋白）同源。 β-连环蛋白在许多组织中广泛表达。在心肌中，β-连环蛋白定位于闰盘结构中的黏着连接处，这对于相邻心肌细胞之间的电和机械耦合至关重要。
β-连环蛋白的突变和过表达与许多癌症有关，包括肝细胞癌、结直肠癌、肺癌、恶性乳腺肿瘤、卵巢癌和子宫内膜癌。β-连环蛋白的定位和表达水平的改变与各种形式的心脏病有关，包括扩张型心肌病。β-连环蛋白由β-连环蛋白破坏复合物调节和破坏，特别是由肿瘤抑制APC基因编码的腺瘤性结肠息肉（APC）蛋白调节和破坏。因此，APC基因的基因突变也与癌症密切相关，特别是由家族性腺瘤性息肉病（FAP）引起的结直肠癌。

## 发现
β-连环蛋白最初是在1990年代初期作为哺乳动物细胞黏附复合物的一种成分被发现的：一种负责细胞质锚定钙黏素的蛋白质。但很快，人们意识到果蝇蛋白犰狳——参与介导Wingless/Wnt的形态发生效应——不仅在结构上与哺乳动物β-连环蛋白同源，而且在功能上也是同源。因此，β-连环蛋白成为最早的兼职蛋白例子之一：一种执行不止一种完全不同的细胞功能的蛋白质。

## 结构

### 蛋白质结构
β-连环蛋白的核心由几个非常有特征的重复序列组成，每个重复序列大约40个氨基酸长。称为犰狳重复序列，所有这些元素折叠在一起形成一个具有细长形状的单一刚性蛋白质结构域，称为犰狳（ARM）结构域。一个平均的犰狳重复由三个α螺旋组成。β-连环蛋白的第一个重复（靠近N端）与其他的略有不同——因为它有一个带有扭结的细长螺旋，由螺旋1和2融合形成。由于单个重复的形状复杂，整个ARM域不是直杆：它具有轻微的曲率，因此形成了外（凸）和内（凹）表面。该内表面用作ARM结构域的各种相互作用伙伴的配体结合位点。

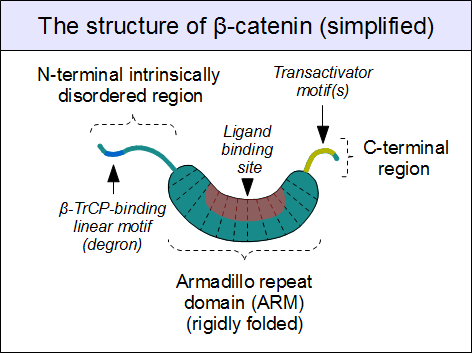
β-连环蛋白的简化结构。

ARM域的N端和远C端段本身在解中不采用任何结构。然而，这些本质上无序的区域在β-连环蛋白功能中起着至关重要的作用。N端天然无序区域包含一个保守的短线性基序，负责结合TrCP1（也称为β-TrCP）E3泛素连接酶，但仅在它被磷酸化时。因此，β-连环蛋白的降解是由这个N末端片段介导的。另一方面，当C末端区域被招募到DNA上时，它是一个强大的反式激活因子。这个片段不是完全无序的：C末端延伸的一部分形成了一个稳定的螺旋，它与ARM结构域相结合，但也可能与单独的结合伙伴结合。这个小的结构元件（HelixC）覆盖了ARM结构域的C末端，屏蔽了它的疏水残基。β-连环蛋白不需要HelixC在细胞间黏附中发挥作用，但Wnt信号需要它：可能招募各种共激活因子，例如14-3-3zeta。然而，它在一般转录复合物中的确切伙伴仍不完全清楚，它们可能涉及组织特异性参与者。值得注意的是，如果人工融合到LEF1转录因子的DNA结合域，β-连环蛋白的C端片段可以模拟整个Wnt信号通路的作用。
斑珠蛋白（也称为γ-连环蛋白）具有与β-连环蛋白惊人相似的结构。不仅它们的ARM结构域在结构和配体结合能力方面彼此相似，而且N端β-TrCP结合基序在斑珠蛋白中也是保守的，这意味着共同的祖先和与β-连环蛋白的共同调控。然而，当与DNA结合时，斑珠蛋白是一种非常弱的反式激活因子——这可能是由于它们的C末端序列的分歧造成的（斑珠蛋白似乎缺乏反式激活因子基序，因此抑制Wnt通路靶基因而不是激活它们）。

### 绑定到犰狳域的合作伙伴

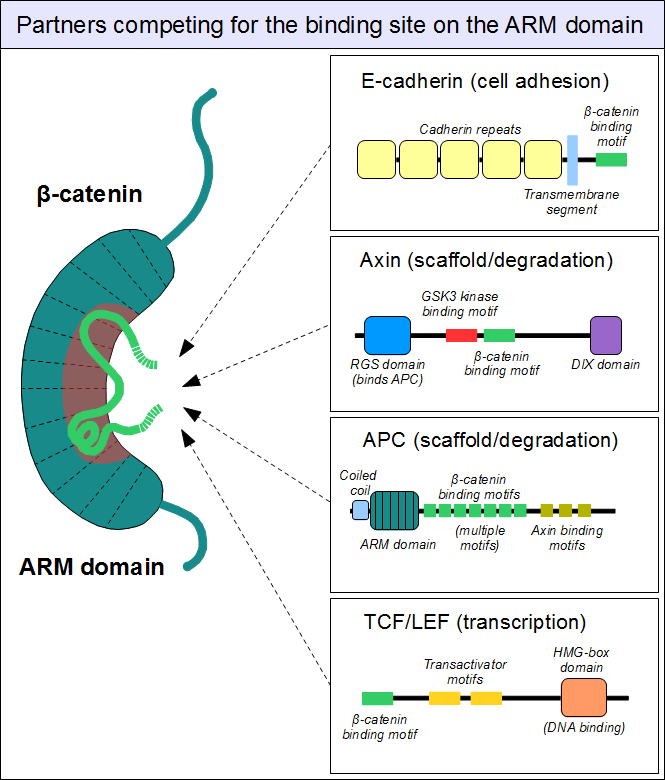
竞争β-catenin的ARM域上的主要结合位点的合作伙伴。辅助结合位点未显示。

如上所示，β-连环蛋白的ARM结构域充当特定线性基序可能结合的平台。位于结构多样的伙伴中，β-连环蛋白结合基序通常本身是无序的，并且通常在ARM结构域接合时采用刚性结构——如短线性基序所见。然而，β-连环蛋白相互作用的基序也具有许多独特的特征。首先，它们的长度可能达到甚至超过30个氨基酸的长度，并在过大的表面积上与ARM结构域接触。这些基序的另一个不同寻常的特征是它们经常高度磷酸化。此类Ser/Thr磷酸化事件极大地增强了许多β-连环蛋白相关基序与ARM结构域的结合。
β-连环蛋白在复合物中的结构与转录反式激活伙伴TCF的连环蛋白结合域提供了有多少β-连环蛋白的结合伙伴可能形成相互作用的初始结构路线图。这种结构证明了TCF原本无序的N末端如何适应看似刚性的构象，结合基序跨越许多β-连环蛋白重复。定义了相对强的带电相互作用“热点”（预测并随后验证，对于β-连环蛋白/E-钙黏蛋白相互作用是保守的），以及被认为在整体结合模式中重要的疏水区域和潜在的治疗小分子抑制剂针对某些癌症形式。此外，以下研究证明了另一个独特的特征，即TCF的N末端与β-连环蛋白结合的可塑性。
同样，我们发现了熟悉的E-钙黏蛋白，其细胞质尾部以相同的规范方式与ARM结构域接触。支架蛋白质轴蛋白（两个密切相关的旁系同源物轴蛋白1和轴蛋白2）在其长而无序的中间部分包含类似的相互作用基序。尽管一个轴蛋白分子仅包含一个β-连环蛋白募集基序，但其家族性腺瘤性息肉病（FAP）蛋白每个原体含有11个串联排列的此类基序，因此能够同时与多个β-连环蛋白分子相互作用。由于ARM结构域的表面在任何给定时间通常只能容纳一个肽基序，因此所有这些蛋白质都竞争相同的β-连环蛋白分子细胞池。这个比赛是了解Wnt信号通路如何工作的关键。
然而，ARM结构域β-连环蛋白上的这个“主要”结合位点绝不是唯一的。ARM结构域的第一个螺旋形成了一个额外的、特殊的蛋白质-蛋白质相互作用口袋：这可以容纳在共激活因子BCL9（或密切相关的BCL9L）中发现的螺旋形成线性基序，一种参与Wnt信号传导的重要蛋白质。虽然精确的细节不太清楚，但当β-连环蛋白定位于黏附连接时，α-连环蛋白似乎使用了相同的位点。因为这个口袋不同于ARM结构域的“主要”结合位点，α-连环蛋白和E-钙黏蛋白之间或TCF1和BCL9之间分别没有竞争。另一方面，BCL9和BCL9L必须与α-连环蛋白竞争以获取β-连环蛋白分子。

## 功能

### 通过磷酸化调节降解
β-连环蛋白的细胞水平主要受其泛素化和蛋白酶体降解的控制。 E3泛素连接酶TrCP1（也称为β-TrCP）可以通过无序N末端上的短线性基序将β-连环蛋白识别为其底物。然而，β-连环蛋白的这个基序（Asp-Ser-Gly-Ile-His-Ser）需要在两个丝氨酸上被磷酸化才能结合β-TrCP。基序的磷酸化由糖原合酶激酶3α和β（GSK-3α和GSK-3β）进行。GSK-3是组成型活性酶，涉及几个重要的调节过程。不过，有一个要求：GSK-3的底物需要在实际靶位点下游（C端）的四个氨基酸进行预磷酸化。因此，它的活性还需要“启动激酶”。在β-连环蛋白的情况下，最重要的启动激酶是酪蛋白激酶1。一旦“引发”了富含丝氨酸-苏氨酸的底物，GSK-3就可以从C端到N端方向“穿过”它，连续磷酸化每4个丝氨酸或苏氨酸残基。该过程也将导致上述β-TrCP识别基序的双重磷酸化。

### β-连环蛋白破坏复合物
GSK-3要成为底物上的高效激酶，预磷酸化是不够的。还有一个额外的要求：与丝裂原活化蛋白激酶（MAPK）类似，底物需要通过高亲和力对接基序与这种酶结合。β-连环蛋白不包含这样的基序，但一种特殊的蛋白质包含：轴蛋白。更重要的是，它的GSK3对接基序与β-连环蛋白结合基序直接相邻。通过这种方式，轴蛋白充当了真正的支架蛋白质，将酶（GSK-3）与其底物（β-连环蛋白）结合在一起，在物理上非常接近。

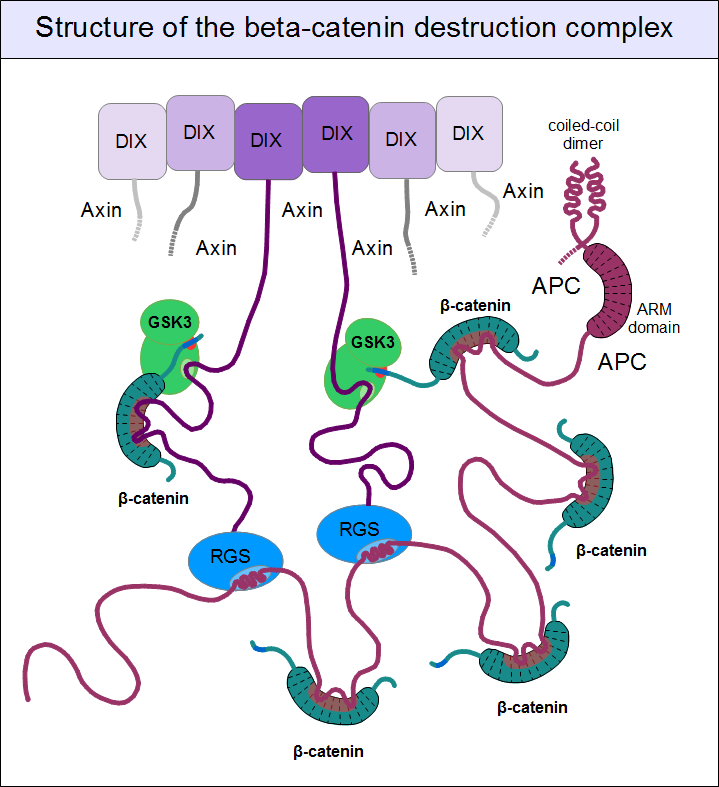
β-连环蛋白破坏复合物的简化结构。注意轴蛋白和APC蛋白中固有无序片段的比例很高。

但即使轴蛋白也不会单独行动。通过其G蛋白信号调节因子（RGS）结构域的N端调节剂，它招募结肠腺瘤性息肉病（APC）蛋白。APC就像一棵巨大的“圣诞树”：拥有众多的β-连环蛋白结合基序（一个APC分子单独拥有11个这样的基序），它可以收集尽可能多的β-连环蛋白分子。APC可以同时与多个轴蛋白分子相互作用，因为它具有三个SAMP基序（Ser-Ala-Met-Pro）以结合轴蛋白中的RGS结构域。此外，轴蛋白还具有通过其C端DIX结构域寡聚化的潜力。结果是一个巨大的、多聚体的蛋白质组装体，专门用于β-连环蛋白磷酸化。这种复合物通常称为β-连环蛋白破坏复合物，尽管它与实际负责β-连环蛋白降解的蛋白酶体机制不同。它仅标记β-连环蛋白分子以进行后续破坏。

### Wnt信号与破坏调控
在静息细胞中，轴蛋白分子通过它们的C端DIX结构域相互寡聚化，DIX结构域具有两个结合界面。因此，它们可以在细胞质内构建线性低聚物甚至聚合物。DIX结构域是独特的：已知具有DIX结构域的唯一其他蛋白质是散乱蛋白和DIXDC1（果蝇的单个散乱蛋白对应于哺乳动物中的三个旁系同源基因Dvl1、Dvl2和Dvl3）。散乱蛋白与卷曲受体的细胞质区域及其PDZ和DEP结构域相关联。当Wnt分子与卷曲受体结合时，它会引发一连串鲜为人知的事件，从而导致散乱蛋白的DIX结构域暴露，并为轴蛋白创建一个完美的结合位点。然后通过Dsh将轴蛋白从其寡聚组装体（β-连环蛋白破坏复合物）中滴定出来。一旦与受体复合物结合，轴蛋白将无法结合β-连环蛋白和GSK-3活性。重要的是，卷曲蛋白相关的LRP5和LRP6蛋白的细胞质片段包含GSK-3假底物序列（Pro-Pro-Pro-Ser-Pro-x-Ser），由酪蛋白激酶1适当地“引发”（预磷酸化），好像它是GSK-3的真正底物。这些错误的目标位点以竞争方式极大地抑制了GSK-3的活性。通过这种方式，受体结合轴蛋白将消除介导β-连环蛋白的磷酸化。由于β-连环蛋白不再被标记为破坏，而是继续产生，其浓度将增加。一旦β-连环蛋白水平升高到足以使细胞质中的所有结合位点饱和，它也会转移到细胞核中。在与转录因子LEF1、TCF1、TCF2或TCF3结合后，β-连环蛋白会迫使它们脱离之前的伙伴：Groucho蛋白。与招募转录抑制子（例如组蛋白-赖氨酸甲基转移酶）的Groucho不同，β-连环蛋白将结合转录激活因子，开启靶基因。

### 在细胞-细胞黏附中的作用

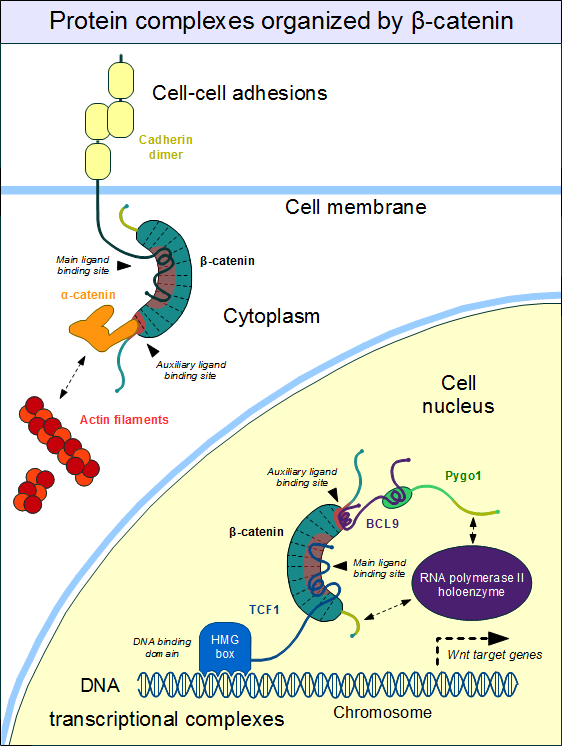
β-连环蛋白的兼职。

细胞-细胞黏附复合物对于复杂动物组织的形成至关重要。 β-连环蛋白是形成黏附连接的蛋白质复合体的一部分。这些细胞-细胞黏附复合物对于上皮细胞层和屏障的产生和维持是必需的。作为复合物的组成部分，β-连环蛋白可以调节细胞生长和细胞间的黏附。它还可能负责传递接触抑制信号，一旦上皮层完成，就会导致细胞停止分裂。E-钙黏蛋白-β-连环蛋白-α-连环蛋白复合物与肌动蛋白丝弱相关。黏附连接需要显着的蛋白质动力学才能连接到肌动蛋白细胞骨架，从而实现机械力转导。
黏附连接的一个重要组成部分是钙黏蛋白。钙黏蛋白形成称为黏附连接的细胞-细胞连接结构以及桥粒。钙黏蛋白能够通过其细胞外钙黏蛋白重复结构域以Ca2+依赖性方式进行同源性相互作用；这可以将相邻的上皮细胞保持在一起。在黏附连接处，钙黏蛋白将β-连环蛋白分子募集到其细胞内区域。反过来，β-连环蛋白与另一种高度动态的蛋白质α-连环蛋白结合，后者直接与肌动蛋白丝结合。这是可能的，因为α-连环蛋白和钙黏蛋白在不同的位点与β-连环蛋白结合。因此，β-连环蛋白-α-连环蛋白复合物可以在钙黏蛋白和肌动蛋白细胞骨架之间形成物理桥梁。钙黏蛋白-连环蛋白复合物的组织还通过其成分的磷酸化和胞吞作用进行调节。

### 在发展中的作用
β-连环蛋白在指导几个发育过程中起着核心作用，因为它可以直接结合转录因子并受可扩散的细胞外物质Wnt的调节。它作用于早期胚胎以诱导整个身体区域以及发育后期的单个细胞。它还调节生理再生过程。

#### 早期胚胎模式
Wnt信号和β-连环蛋白依赖性基因表达在早期胚胎不同身体区域的形成过程中起关键作用。不表达这种蛋白质的实验性改良胚胎将无法发育中胚层并启动原肠胚形成。在囊胚和原肠胚阶段，Wnt以及骨塑型蛋白和成纤维细胞生长因子通路将诱导前后轴形成，调节原始条纹的精确位置（原肠胚形成和中胚层形成）以及神经形成过程（中枢神经系统发育）。
在爪蟾卵母细胞中，β-连环蛋白最初同样定位于卵子的所有区域，但它被 β-连环蛋白破坏复合物靶向泛素化和降解。卵子的受精导致外皮层旋转，将卷曲蛋白和散乱蛋白簇移动到更靠近赤道区域的位置。在Wnt信号通路的影响下，β-连环蛋白会在继承这部分细胞质的细胞中局部富集。它最终会转移到细胞核以结合TCF3以激活几个诱导背侧细胞特征的基因。这种信号传导导致了一个被称为灰色新月体的细胞区域，它是胚胎发育的经典组织者。如果通过手术从胚胎中移除该区域，则根本不会发生原肠胚形成。 β-连环蛋白在胚孔唇的诱导中也起着至关重要的作用，这反过来又会引发原肠胚形成。通过注射反义mRNA抑制GSK-3翻译可能会导致形成第二个胚孔和多余的体轴。 β-连环蛋白的过表达也会产生类似的效果。

#### 不对称细胞分裂
β-连环蛋白还涉及通过模式生物秀丽隐杆线虫中的不对称细胞分裂调节细胞命运。与爪蟾卵母细胞类似，这本质上是母细胞细胞质中散乱蛋白、卷曲受体、轴蛋白和APC分布不均的结果。

#### 干细胞更新
Wnt信号传导和某些细胞类型中β-连环蛋白水平升高的最重要结果之一是维持多潜能性。在其他细胞类型和发育阶段，β-连环蛋白可能促进分化，尤其是向中胚层细胞谱系分化。

#### 上皮间充质转化
β-连环蛋白还在胚胎发育的后期充当形态发生素。与TGF-β一起，β-连环蛋白的一个重要作用是诱导上皮细胞的形态发生变化。它促使它们放弃紧密的黏附，并呈现出更具流动性和松散关联的间充质表型。在此过程中，上皮细胞会失去E-钙黏素、紧密连接蛋白1（ZO-1）和细胞角蛋白等蛋白质的表达。同时，它们开启波形蛋白、α平滑肌肌动蛋白（ACTA2）和成纤维细胞特异性蛋白1 (FSP1) 的表达。它们还产生细胞外基质成分，例如I型胶原蛋白和纤连蛋白。Wnt通路的异常激活与纤维化和癌症等病理过程有关。在心肌发育中，β-连环蛋白发挥双相作用。最初，Wnt/β-连环蛋白的激活对于间充质细胞进入心脏谱系至关重要。然而，在发育的后期阶段，β-连环蛋白的下调是必需的。

### 参与心脏生理学
在心肌中，β-连环蛋白与N-钙黏蛋白在闰盘结构内的黏附连接处形成复合物，负责相邻心肌细胞的电气和机械耦合。对成年大鼠心室心肌细胞模型的研究表明，β-连环蛋白的出现和分布在培养中这些细胞的再分化过程中受到时空调节。具体来说，β-连环蛋白是具有N-钙黏蛋白和α-连环蛋白的独特复合物的一部分，在心肌细胞分离后的早期阶段，它在黏附连接处丰富，以重建细胞-细胞接触。已经表明，β-连环蛋白在闰盘内的黏附连接处的心肌细胞中与艾默里蛋白形成复合物。这种相互作用取决于β-连环蛋白上GSK-3β磷酸化位点的存在。敲除埃默里蛋白显着改变了β-连环蛋白定位和整体闰盘结构，类似于扩张型心肌病表型。
在心脏病的动物模型中，β-连环蛋白的功能已被揭示。在主动脉瓣狭窄和左心室肥大的豚鼠模型中，尽管β-连环蛋白的整体细胞丰度没有变化，但β-连环蛋白被证明可以改变从闰盘到胞质溶胶的亚细胞定位。纽蛋白显示出类似的变化情况。N-钙黏蛋白没有变化，在没有β-连环蛋白的情况下，闰盘处的斑珠蛋白没有代偿性上调。在心肌病和心力衰竭的仓鼠模型中，细胞-细胞黏附不规则且杂乱无章，黏附连接/闰盘和β-连环蛋白的细胞核池的表达水平降低。这些数据表明，β-连环蛋白的丢失可能在与心肌肥大和心力衰竭相关的患病闰盘中起作用。在心肌梗塞的大鼠模型中，非磷酸化的组成型活性β-连环蛋白的腺病毒基因转移降低了心肌梗死的大小，激活了细胞周期，并减少了心肌细胞和心肌成纤维细胞的凋亡量。这一发现与促存活蛋白、生存素和Bcl-2以及血管内皮生长因子的表达增强相一致，同时促进了心脏成纤维细胞向肌成纤维细胞的分化。这些发现表明，β-连环蛋白可以促进心肌梗死后的再生和愈合过程。在自发性高血压心力衰竭大鼠模型中，研究人员检测到β-连环蛋白从闰盘/肌膜穿梭到细胞核，这可以通过膜蛋白部分中β-连环蛋白表达的减少和核部分的增加来证明。此外，他们发现GSK-3β和β-连环蛋白之间的关联减弱，这可能表明蛋白质稳定性发生了改变。总体而言，结果表明增强的β-连环蛋白核定位可能在心脏肥大的进展中很重要。
关于β-连环蛋白在心脏肥大中的机制作用，转基因小鼠研究表明，关于β-连环蛋白上调是有益还是有害的结果有些矛盾。最近一项使用条件性敲除小鼠的研究，要么完全缺乏β-连环蛋白，要么在心肌细胞中表达不可降解形式的β-连环蛋白，从而调和了这些差异的潜在原因。这似乎对β-连环蛋白在心肌中的亚细胞定位有严格的控制。缺乏β-连环蛋白的小鼠在左心室心肌中没有明显的表型；然而，携带稳定形式的β-连环蛋白的小鼠发展为扩张型心肌病，这表明通过蛋白质降解机制对β-连环蛋白的时间调节对于心脏细胞中β-连环蛋白的正常功能至关重要。在一个小鼠模型中，敲除与致心律失常性右心室心肌病有关的桥粒蛋白、斑珠蛋白，β-连环蛋白的稳定性也得到了增强，可能是为了弥补其斑珠蛋白同系物的损失。这些变化与Akt激活和GSK-3β抑制相协调，再次表明β-连环蛋白的异常稳定可能与心肌病的发展有关。对斑珠蛋白和β-连环蛋白进行双重敲除的进一步研究表明，双重敲除会导致心肌病、纤维化和心律失常，从而导致心源性猝死。闰盘结构严重受损，连接蛋白43驻留间隙连接明显减少。心电图测量在双转基因动物中捕获了自发性致死性室性心律失常，这表明两种连环蛋白——β-连环蛋白和斑珠蛋白对于心肌细胞中的机械电耦合至关重要且必不可少。

## 临床意义

### 在抑郁症中的作用
根据西奈山伊坎医学院于2014年11月12日发表在《自然》杂志上的一项研究，一个特定个体的大脑是否能够有效地应对压力以及他们对抑郁症的易感性，取决于每个人大脑中的β-连环蛋白。较高的β-连环蛋白信号会增加行为灵活性，而有缺陷的β-连环蛋白信号会导致抑郁和压力管理减少。

### 在心脏病中的作用
β-连环蛋白中改变的表达谱与人类扩张型心肌病有关。通常在扩张型心肌病患者中观察β-连环蛋白表达上调。在一项特定的研究中，终末期扩张型心肌病患者的雌激素受体α（ER-α）mRNA和蛋白质水平几乎翻了一番，并且ER-α/β-连环蛋白相互作用，存在于对照、非患病人类的闰盘上心脏丢失，表明闰盘处这种相互作用的丧失可能在心力衰竭的进展中起作用。与BCL9和PYGO蛋白一起，β-连环蛋白协调听觉发育的不同方面，模型生物（如小鼠和斑马鱼）中Bcl9或Pygo的突变导致与人类先天性心脏病非常相似的表型。

### 参与癌症

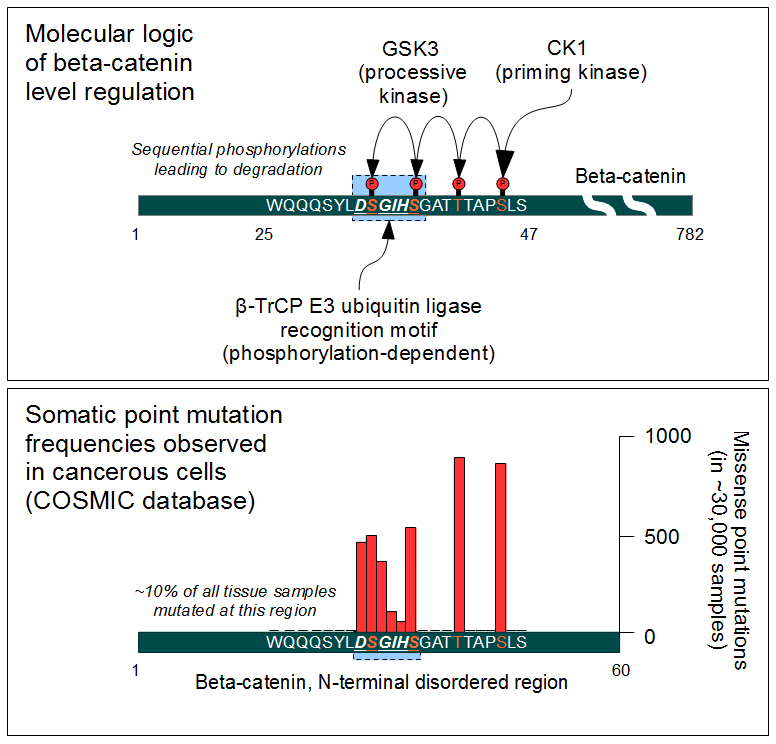
β-连环蛋白水平调节与癌症。

β-连环蛋白是一种原癌基因。该基因的突变常见于多种癌症中：原发性肝细胞癌、大肠癌、卵巢癌、乳癌、肺癌和胶质母细胞瘤。据估计，从所有癌症中测序的所有组织样本中约有10%显示CTNNB1基因突变。大多数这些突变聚集在β-连环蛋白N末端片段的一小块区域：β-TrCP结合基序。该基序的功能丧失突变基本上使β-连环蛋白的泛素化和降解成为不可能。它将导致β-连环蛋白在没有任何外部刺激的情况下易位至细胞核并持续驱动其靶基因的转录。在基底细胞癌、头颈部鳞状细胞癌、前列腺癌、毛母质瘤和髓母细胞瘤中也注意到细胞核β-连环蛋白水平升高。这些观察结果可能或不暗示β-连环蛋白基因的突变：其他Wnt通路成分也可能有缺陷。
在APC的β-连环蛋白募集基序中也经常看到类似的突变。APC的遗传性功能丧失突变导致称为家族性腺瘤性息肉病的病症。受影响的个体在其大肠中长出数百个息肉。这些息肉多数本质上是良性的，但随着时间的推移，它们有可能转变为致命的癌症。大肠癌中APC的体细胞突变也并不少见。β-连环蛋白和APC是参与大肠癌发展的关键基因（连同其他基因，如K-Ras和SMAD4）。β-连环蛋白将受影响细胞的先前上皮表型改变为侵袭性间充质样类型的潜力极大地促进了转移的形成。

### 作为治疗靶点
由于其参与癌症发展，β-连环蛋白的抑制作用继续受到极大关注。但是，由于其广泛且相对平坦的表面，在其犰狳结构域上定位结合位点并不是最简单的任务。然而，与该表面的较小“热点”结合就足够有效抑制它了。这样一来，源自LEF1中发现的天然β-连环蛋白结合基序的“钉合”螺旋肽足以完全抑制β-连环蛋白依赖性转录。最近，几种小分子化合物被研发来靶向ARM结构域的相同的高正电荷区域（CGP049090、PKF118-310、PKF115-584 和 ZTM000990）。此外，β-连环蛋白水平也可以通过靶向Wnt通路的上游组分以及β-连环蛋白破坏复合物来影响。额外的N端结合口袋对于Wnt靶基因激活（BCL9募集所需）也很重要。例如，ARM结构域的这个位点可以被鼠尾草酸作为药理学目标。该“辅助”站点是药物开发的另一个有吸引力的目标。尽管进行了深入的临床前研究，但尚无β-连环蛋白抑制剂可用作治疗剂。然而，它的功能可以通过基于独立验证的siRNA敲低来进一步检查。另一种减少β-连环蛋白核积累的治疗方法是通过抑制半乳糖凝集素3。半乳糖凝集素3抑制剂GR-MD-02目前正在与FDA批准的伊匹木单抗剂量联合用于晚期黑色素瘤患者的临床试验。蛋白质BCL9和BCL9L已被提议作为呈现过度激活的Wnt信号传导的结肠直肠癌的治疗靶标，因为它们的缺失不会干扰正常的体内平衡，但会强烈影响远端转移行为。

### 在胎儿酒精谱系障碍中的作用
乙醇引起的β-连环蛋白不稳定是两种已知途径之一，酒精暴露会导致胎儿酒精谱系障碍（另一种是乙醇诱导的叶酸缺乏症）。乙醇通过G蛋白依赖性途径导致β-连环蛋白失稳，其中活化的磷脂酶Cβ将4,5-二磷酸磷脂酰肌醇水解为二酸甘油酯和1,4,5-三磷酸肌醇。可溶性1,4,5-三磷酸肌醇触发钙从内质网释放。这种细胞质钙的突然增加会激活钙离子/钙调素依赖性蛋白激酶 （CaMK）。活化的CaMK通过一个表征不佳的机制使β-连环蛋白不稳定，但这可能涉及CaMK对β-连环蛋白的磷酸化。 β-连环蛋白转录程序（正常神经嵴细胞发育所需）因此被抑制，导致神经嵴细胞过早凋亡（细胞死亡）。

## 相互作用
β-连环蛋白已被证明能与以下物质相互作用：
- APC[82][83][84][85][86][87][88][89]
- AXIN1[90][91]
- CBY1[92]
- CDH1[25][83][93][94][95][96][97][98][99][100][101][102][103][104][105][106][107][108][109][110][111][112][113]
- CDH2[52][114][115]
- CDH3[112][116]
- CDH5[117][118]
- CDK5R1[119]
- CHUK[120]
- CTNND1[83][98]
- CTNNA1[94][103][121][122][123]
- EGFR[98][107][124]
- ESR1[66]
- FHL2[125]
- GSK3B[85][126]
- HER2/neu[99][124][127]
- HNF4A[128]
- IKK2[120]
- LEF1[129][130][131][132]包括转基因的[133]
- MAGI1[108]
- MUC1[100][134][135][136][137][138][139]
- NR5A1[140][141]
- PCAF[142]
- PHF17[143]
- PTPN14[144]
- PTPRF[99][145]
- PTPRK[146]
- PTPRT[147]
- PTPRU[148][149][150]
- PSEN1[151][152][153]
- PTK7[154]
- RUVBL1[155]
- SMAD7[129]
- SMARCA4[156]
- SLC9A3R1[102]
- USP9X[157]
- XIRP1[158]
- 雄激素受体[159][160][161][162][128][163]
- 埃默里蛋白[164][165]
- 斑珠蛋白[83][98]